# Hemiphyllodactylus larutensis
Espèce
Synonymes
- Gehyra larutensis Boulenger, 1900

Hemiphyllodactylus larutensis est une espèce de geckos de la famille des Gekkonidae.

## Répartition
Cette espèce est endémique de Malaisie. Elle se rencontre au Perak et au Pahang.

## Étymologie
Son nom d'espèce, composé de larut et du suffixe latin -ensis, « qui vit dans, qui habite », lui a été donné en référence au lieu de sa découverte : le Bukit Larut.

## Publication originale
- Boulenger, 1900 : Description of new batrachians and reptiles from Larut Hills, Perak. Annals and Magazine of Natural History, ser. 7, vol. 6, p. 186-193 (texte intégral).